# 白花穗蓴
白花穗蓴（學名：Cabomba caroliniana），又名水盾草、綠菊、绿菊花草，是蓴菜科穗莼属的一种水生植物。原产于南美洲东部。

## 形态
該植物為多年生沉水植物，地下蔓延的根莖十分發達。花朵單出，腋生，花梗長達7厘米，萼片3枚基部黃色。花蕾方面為雄蕊5枚，雌蕊心皮2枚分離。果实內含有2颗米黃色的橢圓形種子，長約1.2毫米，水族市面上稱為綠菊。
主要生存于平原地带的水系中。能以断枝等方式进行无性繁殖。